# Аэропракт А-41
А-41 — лёгкий спортивный самолёт. Может быть использован как пилотажный и туристический.

## Лётно-технические характеристики
- Максимальная допустимая скорость V max max: 320
- Скорость сваливания (с закрылками): 85 км/ч.

- Скороподъёмность (МСА, уровень моря): 4.5 м/с.
- Двигатель Rotax[[Rotax 912|
- Разбег/пробег (в штиль): 350/320 м.
- Размах: 8,6 м.
- Длина: 6,5 м.
- Высота: 2 м.
- Перегрузки: +8/-6.[1],[2]